# Sonne
«Sonne» (с нем. — «Солнце») — девятый сингл немецкой группы Rammstein.
Изначально песня была написана для украинского боксёра Виталия Кличко — она должна была звучать перед началом боя, во время выхода на ринг. Отсюда и её рабочее название — «Klitschko».

## Видеоклип
Клип на песню Sonne представляет собой довольно свободную интерпретацию сказки о Белоснежке и семи гномах. Rammstein играют гномов, которые трудятся в шахтах в поте лица, добывая там для Белоснежки наркотики (по другой версии — золотую пыль). В один прекрасный день у красавицы случается передозировка и опечаленные гномы кладут её тело в стеклянный гроб. Этот гроб гномы собираются оставить на холме, но как только гроб опускается на землю, со стоявшей рядом яблони срывается яблоко и разбивает стекло, и Белоснежка оживает.
По словам Пауля Ландерса, у группы было около 40 вариантов идей для видеоклипа, в том числе и идея с бомбардировкой Хиросимы. Роль Белоснежки исполнила Юлия Степанова. В одном из моментов клипа был произведён монтаж: место Юлии занимал высокий баскетболист по имени Роберт, а её лицо было наложено посредством компьютерной графики.

## Живое исполнение
Впервые была исполнена 16 апреля 2000 года, под рабочим названием «Klitschko» (она сильно отличалась от версии, которая вышла в составе альбома Mutter) в клубе Knaack в Берлине, где группа периодически выступала для членов официального фан-клуба. Публично впервые исполнена в ходе фестиваля Big Day Out в январе-феврале 2001 года. Начиная с мая 2001 года эта песня исполняется на каждом концерте группы. Завершала некоторые концерты тура в поддержку альбома Mutter. Открывала концерты первой части тура Made in Germany 1995–2011.

## Список композиций
| №  | Название                                   | Длительность |
| -- | ------------------------------------------ | ------------ |
| 1. | «Sonne» (Солнце)                           | 4:32         |
| 2. | «Adios» (исп. Пока)                        | 3:48         |
| 3. | «Sonne (Clawfinger K.O. Remix)» (Солнце)   | 4:10         |
| 4. | «Sonne (Clawfinger T.K.O. Remix)» (Солнце) | 5:49         |
| 5. | «Sonne (Instrumental)» (Солнце)            | 4:31         |

## Над синглом работали
- Тилль Линдеманн — вокал
- Рихард Круспе — соло-гитара, бэк-вокал
- Пауль Ландерс — ритм-гитара, бэк-вокал
- Оливер Риидель — бас-гитара
- Кристоф Шнайдер — ударные
- Кристиан Лоренц — синтезатор